# Parada dos Museus
La Parada dos Museus es una de las estaciones del VLT Carioca, situada en Río de Janeiro, Brasil, entre la Parada dos Navios/Valongo y la Parada São Bento. Forma parte de la Línea 1.
Fue inaugurada el 5 de junio del 2016. Se ubica en la Orla Conde cerca de la Plaza Mauá. Si bien se encuentra en el barrio de Saúde, atiende tanto a este como al Centro de la ciudad.